# Lygropia distorta
Lygropia distorta is een vlinder uit de familie van de grasmotten (Crambidae). De wetenschappelijke naam van de soort is voor het eerst in 1885 gepubliceerd door Frederic Moore.
De soort komt voor in Sri Lanka.